# Tiáchiv
Tiáchiv (en ucraniano: Тячів) es una ciudad ucraniana perteneciente al óblast de Transcarpacia. Situada en el oeste del país, sirve como centro administrativo del raión de Tiáchiv y centro del municipio (hromada) homónimo.

## Toponimia
El lugar también se conoce con un nombre similar en otros idiomas de importancia local (en rusino: Тячово, romanizado: Tiáchovo; en ruso: Тячев, romanizado: Tiáchev; en polaco: Tiaczów; en eslovaco: Ťačiv). En otros idiomas el nombre es distinto (en húngaro: Técső; en rumano: Teceu Mare; en alemán: Groß-Teutschenau; en yidis: טעטש‎, romanizado: Tetsh; en bielorruso: Цячаў, romanizado: Ciačaŭ). 

## Geografía
Tiáchiv se encuentra a orillas del río Tisza, a 130 km de Úzhgorod.  

### Clima
El clima en Tiáchiv es clima continental húmedo con veranos templados o frescos.
| Parámetros climáticos promedio de Tiáchiv | Parámetros climáticos promedio de Tiáchiv | Parámetros climáticos promedio de Tiáchiv | Parámetros climáticos promedio de Tiáchiv | Parámetros climáticos promedio de Tiáchiv | Parámetros climáticos promedio de Tiáchiv | Parámetros climáticos promedio de Tiáchiv | Parámetros climáticos promedio de Tiáchiv | Parámetros climáticos promedio de Tiáchiv | Parámetros climáticos promedio de Tiáchiv | Parámetros climáticos promedio de Tiáchiv | Parámetros climáticos promedio de Tiáchiv | Parámetros climáticos promedio de Tiáchiv | Parámetros climáticos promedio de Tiáchiv |
| Mes                                       | Ene.                                      | Feb.                                      | Mar.                                      | Abr.                                      | May.                                      | Jun.                                      | Jul.                                      | Ago.                                      | Sep.                                      | Oct.                                      | Nov.                                      | Dic.                                      | Anual                                     |
| ----------------------------------------- | ----------------------------------------- | ----------------------------------------- | ----------------------------------------- | ----------------------------------------- | ----------------------------------------- | ----------------------------------------- | ----------------------------------------- | ----------------------------------------- | ----------------------------------------- | ----------------------------------------- | ----------------------------------------- | ----------------------------------------- | ----------------------------------------- |
| Temp. media (°C)                          | -3.1                                      | -0.8                                      | 4.2                                       | 10.0                                      | 14.9                                      | 17.8                                      | 19.3                                      | 18.9                                      | 15.2                                      | 9.8                                       | 4.1                                       | -0.4                                      | 9.2                                       |
| Precipitación total (mm)                  | 51                                        | 45                                        | 44                                        | 54                                        | 77                                        | 99                                        | 84                                        | 75                                        | 48                                        | 45                                        | 55                                        | 68                                        | 745                                       |
| Fuente: Climate-Data.org                  |                                           |                                           |                                           |                                           |                                           |                                           |                                           |                                           |                                           |                                           |                                           |                                           |                                           |

## Historia
En el año 1211, la ciudad fue mencionada por primera vez como Tecu. Más tarde, en 1333, se mencionó como como Thecho, como Teucev en 1334 y, en 1335, Theuchev. La ciudad fue fundada por colonos sajones y húngaros en la segunda mitad del siglo XIII y en la Edad Media estuvo habitada por cortadores de sal de las minas de sal cercanas. Tiáchiv perteneció al reino de Hungría y recibió sus privilegios de ciudad en 1329 del rey Carlos I de Hungría.  
En 1514, los habitantes de Tiáchiv participaron activamente en el levantamiento antifeudal húngaro y cuando fue suprimido, la ciudad fue saqueada. 
En 1910, la población era de 5.910 habitantes (4.482 eran húngaros, 855 rutenos y 434 alemanes) y era la sede del distrito de Técső del condado de Máramaros.  
El 10 de abril de 1919 se eligió aquí un directorio y se proclamó la República Soviética de Hungría, pero en la segunda quincena de abril de 1919 el pueblo fue ocupado por tropas rumanas, reemplazadas por tropas checoslovacas en septiembre de 1919. En 1920, con el tratado de Trianón, Tiáchiv pasó a formar parte de Checoslovaquia y la orilla más allá del Tisza fue entregada al reino de Rumania. Durante la Primera República Checoslovaca, en la ciudad había un notario municipal, una estación de gendarmería y una oficina de correos. En 1930 vivían en la ciudad 7417 habitantes (47% eran rutenos; el 30,5%, húngaros; el 20%, judíos; y el 2%, checos).
Tras la partida del rabino Chananya Yom Tov Lipa Teitelbaum (en hebreo: בעל קדושת יום טוב‎), quien fue el rabino de la ciudad hasta la muerte de su padre, fue reemplazado por el rabino Eliyahu Betzalel Teitelbaum. Le siguió el rabino Moshe Teitelbaum pero murió poco después, dejando el puesto vacante durante varios años, hasta que fue sucedido por el rabino Mayer Gruenwald. El rabino Chaim Teitelbaum, el otro hijo de Eliyahu Betzalel, fue rabino de la comunidad de los jasídicos de Sighet, y también contó con el apoyo de los seguidores de la secta de Kosov. El rabino Mayer fundó una yeshivá para 45 adolescentes. En enero de 1940, el rabino Joel Teitelbaum de Satmar visitó la ciudad para apoyar la reclamación de su primo, el rabino Chaim Teitelbaum, al rabinato.  
En 1939, tras la anexión de toda la Rutenia de los Cárpatos, la ciudad volvió a ser parte de Hungría hasta el final de la Segunda Guerra Mundial. Tiáchiv alcanzó un pico de 1.000 habitantes judíos en el año 1940. En 1944, una inundación del Tisza arrasó con un puente de hierro hacia Rumanía, que luego no fue restaurado. A finales de mayo de 1944, los nazis entraron en Tiáchiv. Los residentes judíos de la ciudad fueron deportados a campos de concentración: el rabino Teitelbaum fue quemado vivo y el rabino Grunwald y su familia fueron llevados a campos de exterminio de Auschwitz. El rabino Grunwald sobrevivió y después de la guerra fue fundamental en el establecimiento y fortalecimiento del judaísmo ortodoxo en Toronto. El Ejército Rojo se hizo con el control de la región en otoño de 1944.
Tras el final de la Segunda Guerra Mundial, originalmente iba a volver a formar parte de Checoslovaquia, pero finalmente fue entregada a la Unión Soviética en 1946 como parte de la Rutenia subcarpática. El 30 de mayo de 1947, a Tiáchiv se le concedió el estatus de asentamiento de tipo urbano y en 1961 recibió el estatus de ciudad.

## Demografía
La evolución de la población de Tiáchiv entre 1910 y 2022 fue la siguiente:
| 5910                                                          | 7417 | 9300 | 9750 | 8023 | 9429 | 11 107 | 9786 | 9184 | 9162 | 8887 |
| (Fuente: Cities & Towns of Ukraine y UKRAINE: Größere Städte) |      |      |      |      |      |        |      |      |      |      |

Según el censo de 2001, el 71,33% de la población son ucranianos, el 24,23% son húngaros y el 2,74% son rusos. En cuanto al idioma, la lengua materna de la mayoría de los habitantes, el 73,50%, es el ucraniano; del 22,62% es el húngaro; el ruso es del 2,77% y el rumano, del 0,81%.

## Economía
En Tiáchiv está muy extendido el cultivo de frutas, especialmente las manzanas.

## Infraestructura

### Arquitectura, monumentos y lugares de interés
La ciudad tiene una iglesia de origen en el siglo XIII, la iglesia protestante de Tiáchiv, que fue ampliada en 1748 y su torre se construyó en 1810 (renovada en 1985). Tiáchiv cuenta con una iglesia greco-católica, que data del año 1852, y una iglesia católica de 1780, restaurada en 1993. También está la antigua casa del pintor Simon Hollósy, donde vivió desde 1915 hasta su muerte en 1918.

### Transporte
El asentamiento se ve afectado por la línea ferroviaria Bátiovo-Solótvino y la carretera principal N-09 Mukáchevo-Rojatín-Leópolis.

## Galería

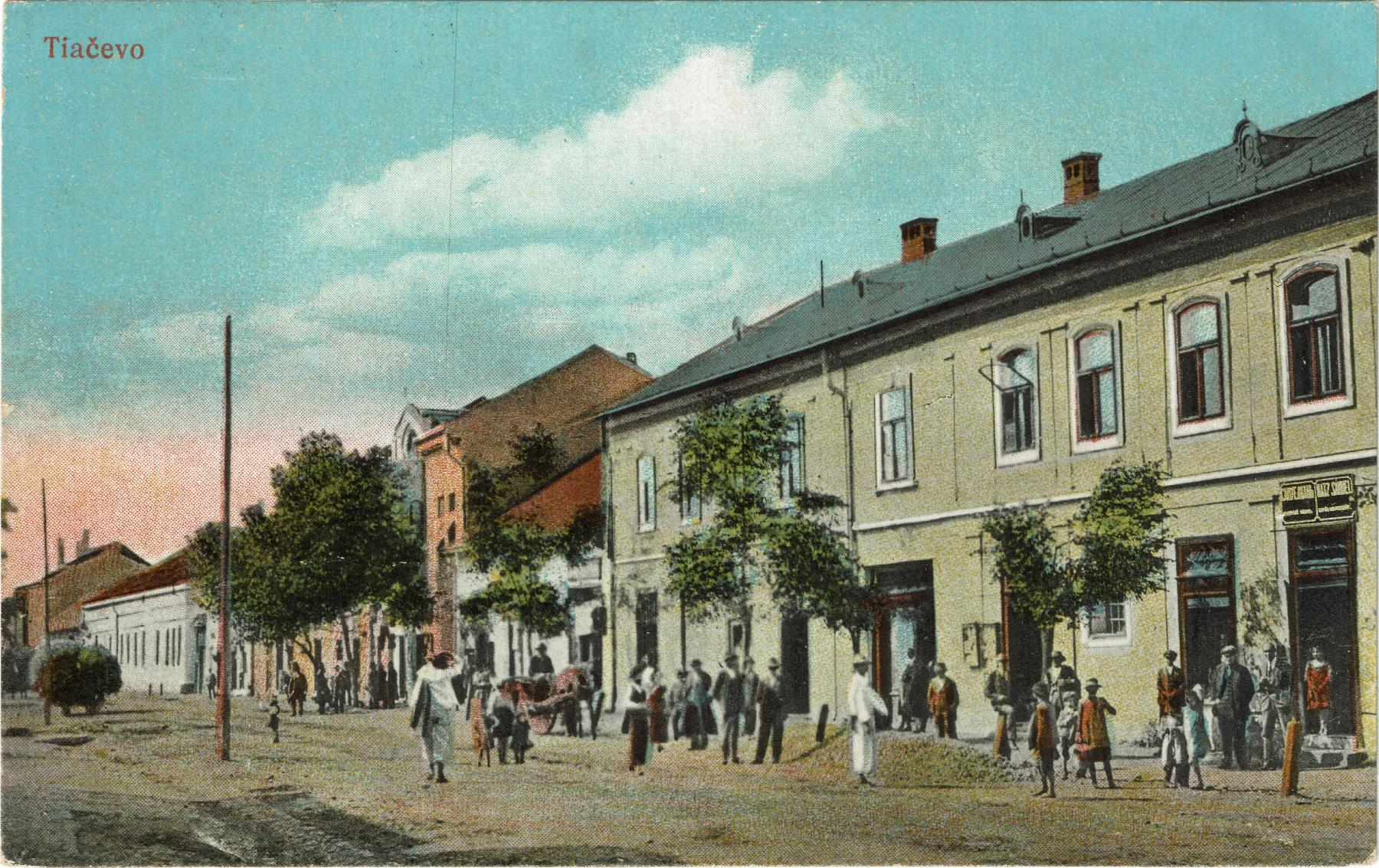
Tiačevo-Tiáchiv en 1925.
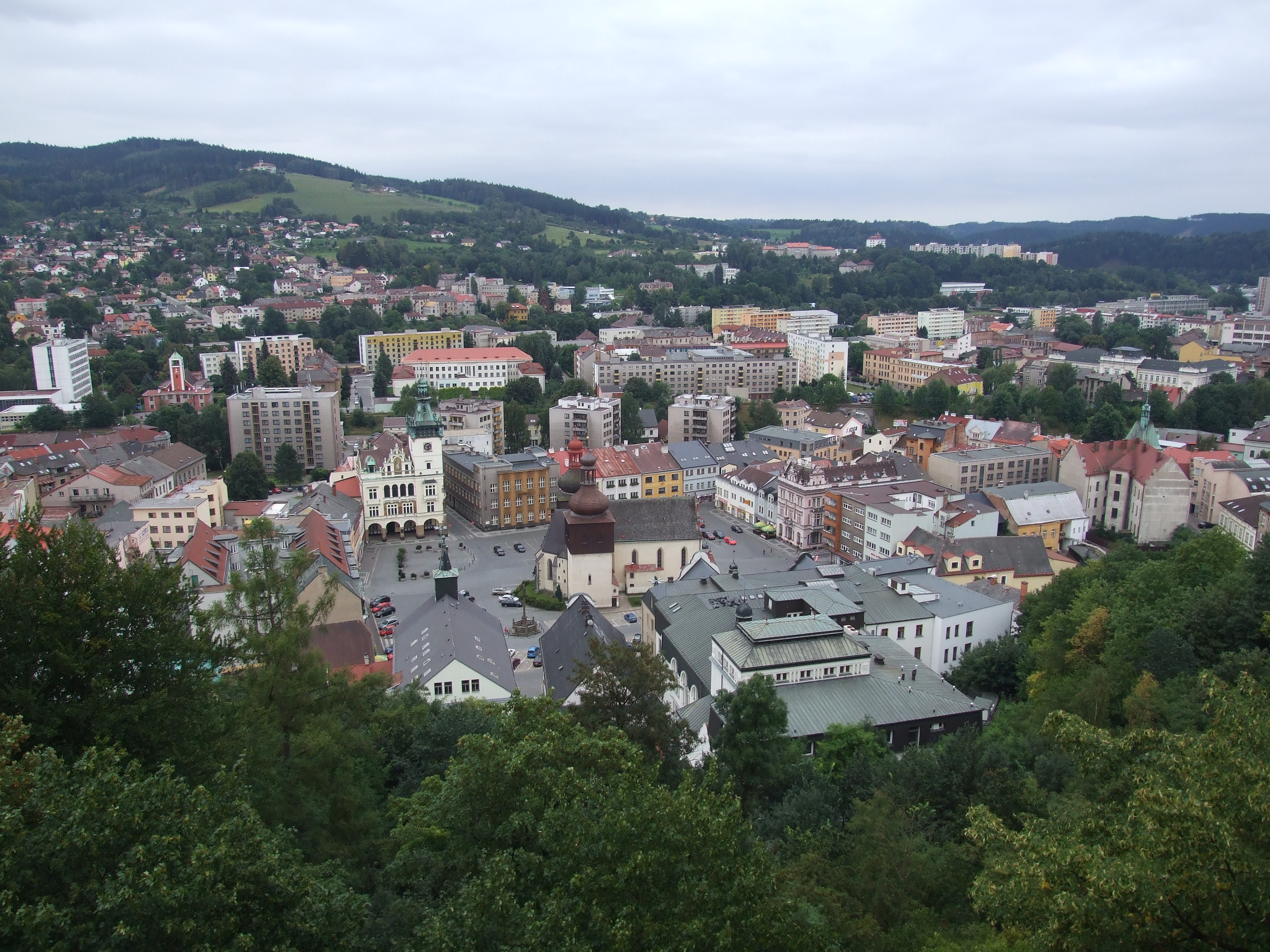
Vistas del centro de Tiáchiv
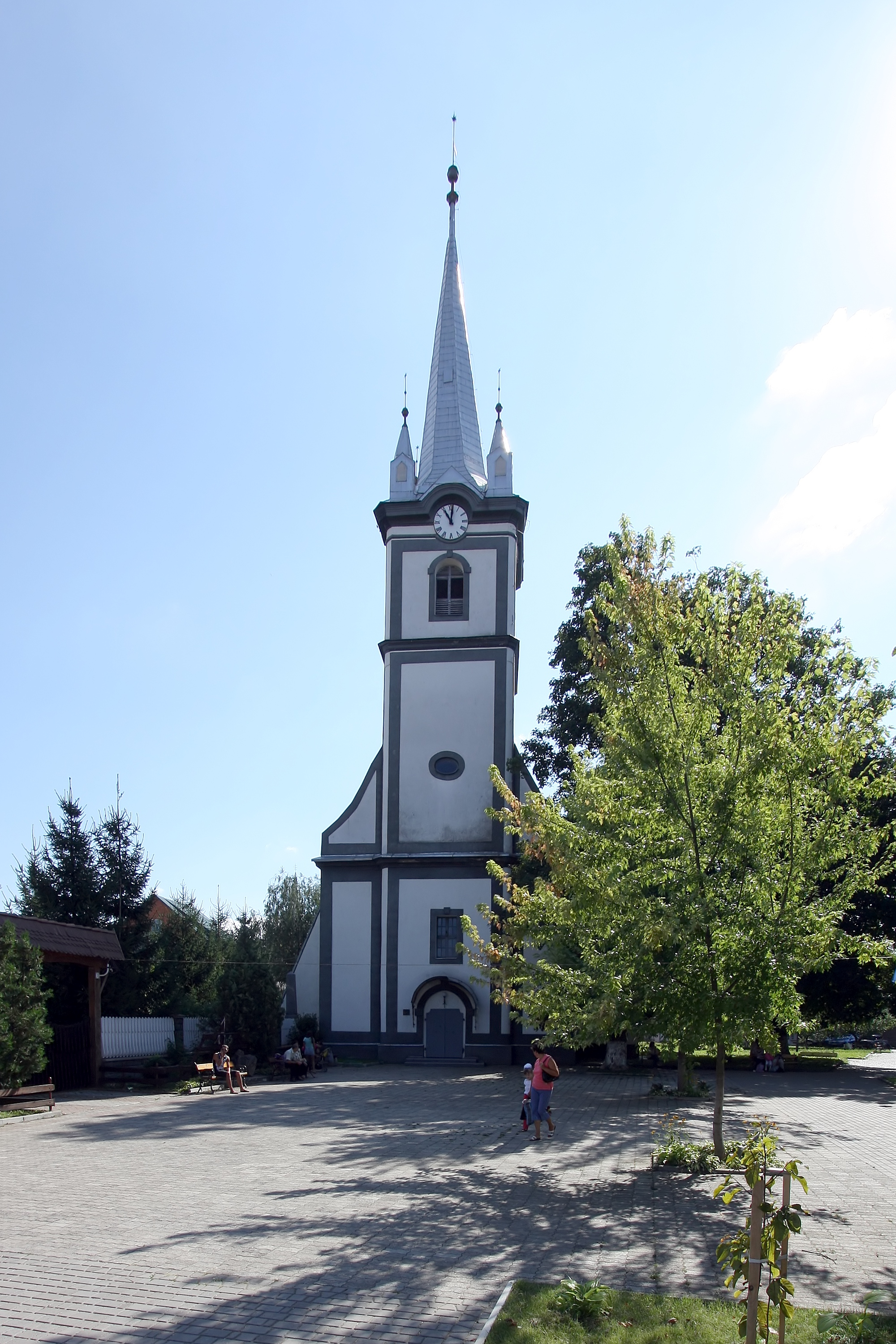
Iglesia en el centro de Tiáchiv
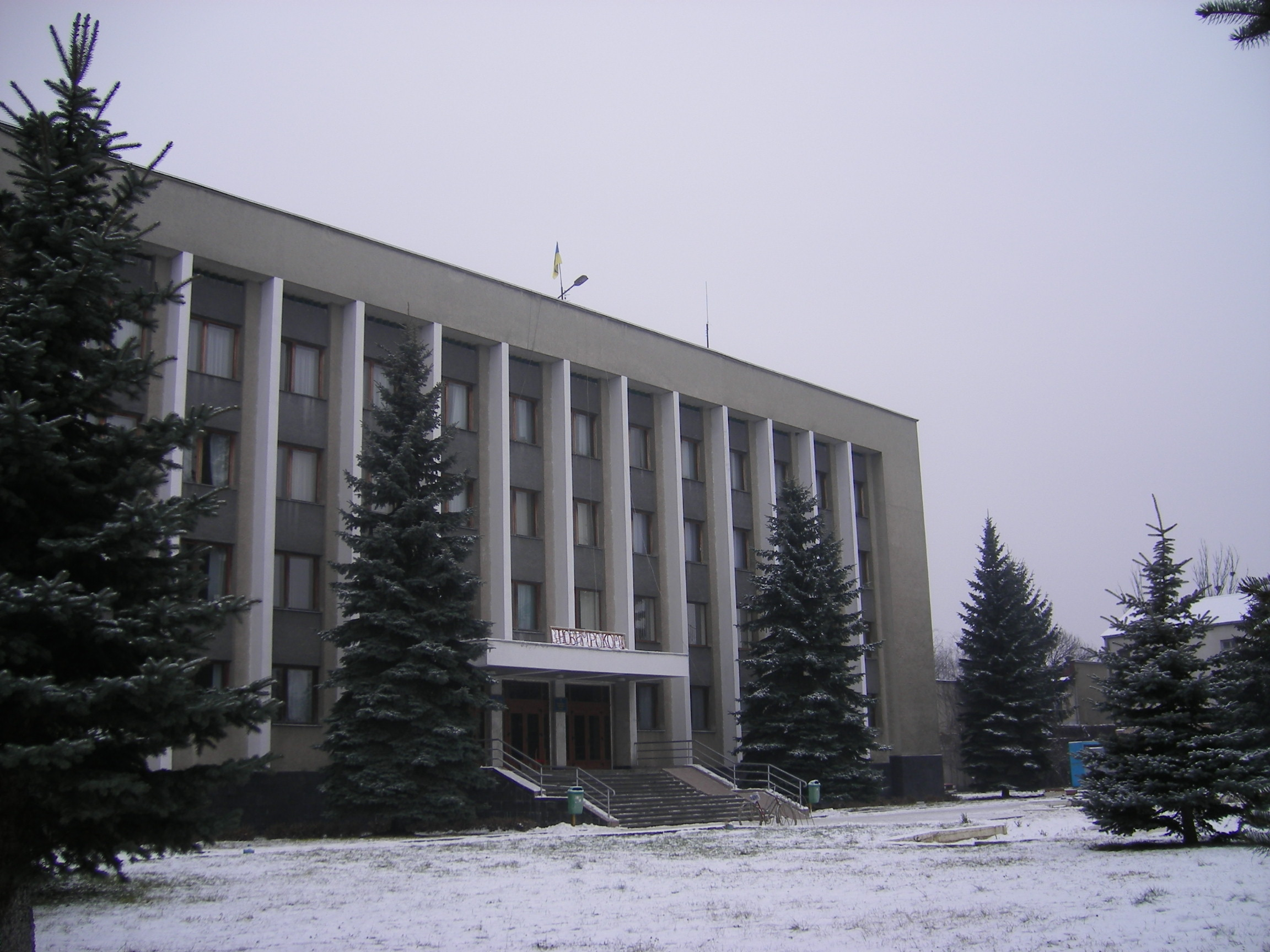
Edificio administrativo del raión
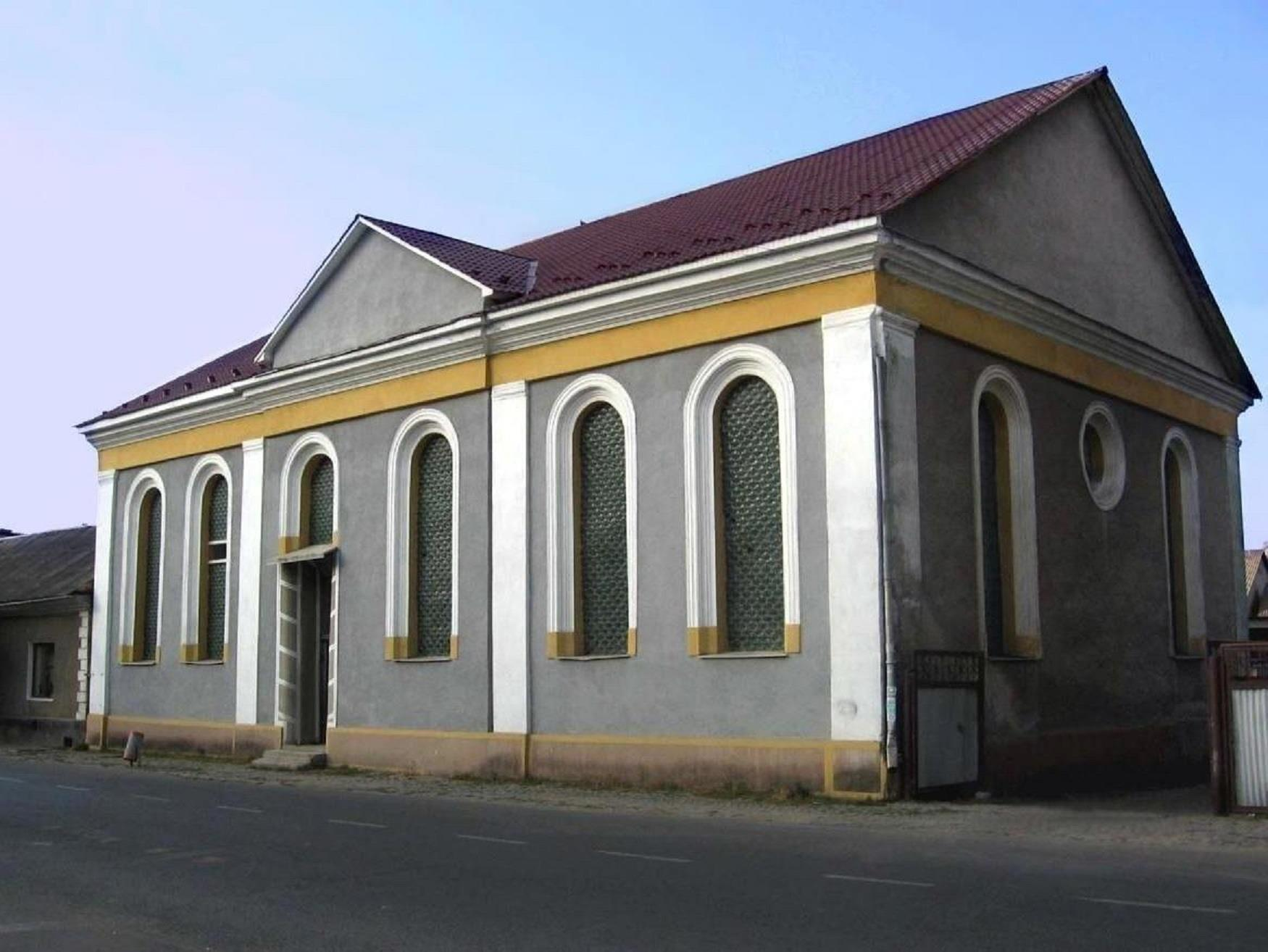
Antigua sinagoga

## Ciudades hermanadas
- Chotěboř y Jablunkov, Chequia.
- Bardejov y Spišská Nová Ves, Eslovaquia.
- Jászberény, Kazincbarcika, Nagykálló y Vác, Hungría.
- Negrești Oaș, Rumania.
- Bucha, Ucrania.